# Diamond (hund)
Diamond er navnet på en af Newtons yndlingshunde, som ifølge flere beretninger var årsag til at der gik ild i nogle notater, som dækkede mere end 20 års eksperimenter.